# Wade Elliott
Wade Patrick Elliott (født 14. december 1978 i Southampton, England) er en engelsk tidligere fodboldspiller. Elliot spillede primært på midtbanen som højre kant, men kan også spille positionen som højre back.
I sine ungdomsår spillede Elliot for Southampton og for Bashley F.C. Han debuterede som professionel for Bournemouth og skiftede i 2005 til Burnley, hvor han to gange er blevet kåret som årets spiller.